# Atlétika a 2007. évi nyári európai ifjúsági olimpiai fesztiválon
A 2007. évi nyári európai ifjúsági olimpiai fesztiválon az atlétika versenyszámait július 23. és 27-e között rendezték Belgrádban. A férfiak 17 számban versenyeztek, míg a nők 16-ban.

## Összesített éremtáblázat
| A 2007. évi nyári európai ifjúsági olimpiai fesztivál összesített éremtáblázata atlétikában | A 2007. évi nyári európai ifjúsági olimpiai fesztivál összesített éremtáblázata atlétikában | A 2007. évi nyári európai ifjúsági olimpiai fesztivál összesített éremtáblázata atlétikában | A 2007. évi nyári európai ifjúsági olimpiai fesztivál összesített éremtáblázata atlétikában | A 2007. évi nyári európai ifjúsági olimpiai fesztivál összesített éremtáblázata atlétikában | Olimpia  |
| ------------------------------------------------------------------------------------------- | ------------------------------------------------------------------------------------------- | ------------------------------------------------------------------------------------------- | ------------------------------------------------------------------------------------------- | ------------------------------------------------------------------------------------------- | -------- |
|                                                                                             | Ország                                                                                      | Arany                                                                                       | Ezüst                                                                                       | Bronz                                                                                       | Összesen |
| 1.                                                                                          | Oroszország                                                                                 | 8                                                                                           | 4                                                                                           | 2                                                                                           | 14       |
| 2.                                                                                          | Lettország                                                                                  | 3                                                                                           | 1                                                                                           | 0                                                                                           | 4        |
| 3.                                                                                          | Azerbajdzsán                                                                                | 3                                                                                           | 0                                                                                           | 0                                                                                           | 3        |
|                                                                                             | Románia                                                                                     | 3                                                                                           | 0                                                                                           | 0                                                                                           | 3        |
| 5.                                                                                          | Horvátország                                                                                | 2                                                                                           | 2                                                                                           | 2                                                                                           | 6        |
| 6.                                                                                          | Szerbia                                                                                     | 2                                                                                           | 2                                                                                           | 1                                                                                           | 5        |
| 7.                                                                                          | Belgium                                                                                     | 2                                                                                           | 1                                                                                           | 1                                                                                           | 4        |
| 8.                                                                                          | Ukrajna                                                                                     | 1                                                                                           | 3                                                                                           | 2                                                                                           | 6        |
| 9.                                                                                          | Egyesült Királyság                                                                          | 1                                                                                           | 3                                                                                           | 0                                                                                           | 4        |
| 10.                                                                                         | Hollandia                                                                                   | 1                                                                                           | 2                                                                                           | 1                                                                                           | 4        |
| 11.                                                                                         | Németország                                                                                 | 1                                                                                           | 1                                                                                           | 6                                                                                           | 8        |
| 12.                                                                                         | Franciaország                                                                               | 1                                                                                           | 1                                                                                           | 2                                                                                           | 4        |
|                                                                                             | Spanyolország                                                                               | 1                                                                                           | 1                                                                                           | 2                                                                                           | 4        |
| 14.                                                                                         | Szlovákia                                                                                   | 1                                                                                           | 1                                                                                           | 1                                                                                           | 3        |
| 15.                                                                                         | Svájc                                                                                       | 1                                                                                           | 1                                                                                           | 0                                                                                           | 2        |
| 16.                                                                                         | Olaszország                                                                                 | 1                                                                                           | 0                                                                                           | 1                                                                                           | 2        |
| 17.                                                                                         | Portugália                                                                                  | 1                                                                                           | 0                                                                                           | 0                                                                                           | 1        |
| 18.                                                                                         | Írország                                                                                    | 0                                                                                           | 2                                                                                           | 2                                                                                           | 4        |
| 19.                                                                                         | Törökország                                                                                 | 0                                                                                           | 2                                                                                           | 1                                                                                           | 3        |
| 20.                                                                                         | Magyarország                                                                                | 0                                                                                           | 1                                                                                           | 3                                                                                           | 4        |
| 21.                                                                                         | Ausztria                                                                                    | 0                                                                                           | 1                                                                                           | 0                                                                                           | 1        |
|                                                                                             | Észtország                                                                                  | 0                                                                                           | 1                                                                                           | 0                                                                                           | 1        |
|                                                                                             | Fehéroroszország                                                                            | 0                                                                                           | 1                                                                                           | 0                                                                                           | 1        |
|                                                                                             | Lengyelország                                                                               | 0                                                                                           | 1                                                                                           | 0                                                                                           | 1        |
|                                                                                             | Szlovénia                                                                                   | 0                                                                                           | 1                                                                                           | 0                                                                                           | 1        |
| 26.                                                                                         | Dánia                                                                                       | 0                                                                                           | 0                                                                                           | 2                                                                                           | 2        |
|                                                                                             | Litvánia                                                                                    | 0                                                                                           | 0                                                                                           | 2                                                                                           | 2        |
| 28.                                                                                         | Finnország                                                                                  | 0                                                                                           | 0                                                                                           | 1                                                                                           | 1        |
|                                                                                             | Norvégia                                                                                    | 0                                                                                           | 0                                                                                           | 1                                                                                           | 1        |
|                                                                                             |                                                                                             |                                                                                             |                                                                                             |                                                                                             |          |
| Összesen                                                                                    | Összesen                                                                                    | 33                                                                                          | 33                                                                                          | 33                                                                                          | 99       |

## Férfi
| A 2007. évi nyári európai ifjúsági olimpiai fesztivál férfi érmesei atlétikában |                                                                                      |         |                                                                                |         |                                                                           |         |
| Versenyszám                                                                     | Arany                                                                                | Arany   | Ezüst                                                                          | Ezüst   | Bronz                                                                     | Bronz   |
| 100 m síkfutás                                                                  | Ramil Guliyev · Azerbajdzsán                                                         | 10,50   | Eugene Ayanful · Egyesült Királyság                                            | 10,67   | Eusebio Cáceres · Spanyolország                                           | 10,73   |
| 200 m síkfutás                                                                  | Ramil Guliyev · Azerbajdzsán                                                         | 20,98   | Andrew Robertson · Egyesült Királyság                                          | 21,72   | Mindaugas Baliukonis · Litvánia                                           | 21,78   |
| 400 m síkfutás                                                                  | Vladimir Krasnov · Oroszország                                                       | 47,11   | Roman Turcani · Szlovákia                                                      | 47,75   | Ville Wendelin · Finnország                                               | 48,41   |
| 800 m síkfutás                                                                  | Aleksandr Sheplyakov · Oroszország                                                   | 1.51,37 | Emrah Coban · Törökország                                                      | 1.51,92 | Samir Dahmani · Franciaország                                             | 1.52,39 |
| 1500 m síkfutás                                                                 | David Bustos · Spanyolország                                                         | 3.53,24 | Cihat Ulus · Törökország                                                       | 3.53,85 | Kállay Dániel · Magyarország                                              | 3.54,59 |
| 3000 m síkfutás                                                                 | Dieter Vanstreels · Belgium                                                          | 8.31,94 | Szőke Gergő · Magyarország                                                     | 8.34,02 | Resul Çevik · Törökország                                                 | 8.34,89 |
| 2000 m akadályfutás                                                             | Andreas Van Ham · Belgium                                                            | 5.50,90 | Noel Collins · Írország                                                        | 5.52,06 | Antonio Abadia · Spanyolország                                            | 5.54,92 |
| 110 m gátfutás 91.4 cm                                                          | Cornel Bananau · Románia                                                             | 13,83   | Dominik Distelberger · Ausztria                                                | 13,85   | Andreas Martinsen · Dánia                                                 | 13,96   |
| 400 m gátfutás 84.0 cm                                                          | Nikita Andriyanov · Oroszország                                                      | 51,89   | Jarno Boutkam · Hollandia                                                      | 52,98   | Felix Rupprecht · Németország                                             | 53,17   |
| 4 × 100 m váltófutás                                                            | Egyesült Királyság · James McLean · Wayne Ashall · Eugene Ayanful · Andrew Robertson | 41:62   | Észtország · Kaarel Joevali · Andres Saaremots · Sander Sooaar · Richard Pulst | 41:70   | Hollandia · Lindell Philip · Martijn Hoogendam · Joeri Jagers · Stijn Ram | 41:73   |
| Magasugrás                                                                      | Sergey Mudrov · Oroszország                                                          | 2,20 m  | Miguel Angel Sancho · Spanyolország                                            | 2,14 m  | Kourosh Foroughi · Írország                                               | 2,08 m  |
| Rúdugrás                                                                        | Hugo Enzo Dupressoir · Franciaország                                                 | 4,90 m  | Dmitry Zhelyabin · Oroszország                                                 | 4,80 m  | Michael Kass · Németország                                                | 4,70 m  |
| Távolugrás                                                                      | Dino Pervan · Horvátország                                                           | 7,49 m  | Lukasz Pabich · Lengyelország                                                  | 7,36 m  | Gianluca Levantino · Olaszország                                          | 7,27 m  |
| Hármasugrás                                                                     | Anvar Zeynalzade · Azerbajdzsán                                                      | 15,56 m | Martins Daksa · Lettország                                                     | 15,30 m | Gaetan Saku Bafuanga · Franciaország                                      | 15,21 m |
| Súlylökés 5 kg                                                                  | Marin Premeru · Horvátország                                                         | 21,23 m | Dmytro Savytskyy · Ukrajna                                                     | 19,76 m | Tobias Ernst · Németország                                                | 19,46 m |
| Diszkoszvetés 1.500 kg                                                          | Mykyta Nesterenko · Ukrajna                                                          | 72,31 m | Marin Premeru · Horvátország                                                   | 68,20 m | Andrius Gudzius · Litvánia                                                | 60,07 m |
| Gerelyhajítás 700g                                                              | Edgars Rutins · Lettország                                                           | 71,87 m | Kirill Kadukov · Oroszország                                                   | 71,47 m | Stipe Zunic · Horvátország                                                | 70,98 m |

## Női
| A 2007. évi nyári európai ifjúsági olimpiai fesztivál női érmesei atlétikában |                                                                               |         |                                                                                      |         |                                                                              |         |
| Versenyszám                                                                   | Arany                                                                         | Arany   | Ezüst                                                                                | Ezüst   | Bronz                                                                        | Bronz   |
| 100 m síkfutás                                                                | Elza Vildanova · Oroszország                                                  | 11,68   | Torema Dorsett · Egyesült Királyság                                                  | 11,69   | Niamh Whelan · Írország                                                      | 11,87   |
| 200 m síkfutás                                                                | Elza Vildanova · Oroszország                                                  | 23,75   | Valentine Arrieta · Svájc                                                            | 24,13   | Lara Hoffmann · Németország                                                  | 24,16   |
| 400 m síkfutás                                                                | Alexandra Stukova · Szlovákia                                                 | 54,18   | Julia Terekhova · Oroszország                                                        | 54,32   | Olha Zemlyak · Ukrajna                                                       | 55,06   |
| 800 m síkfutás                                                                | Florina Pierdevara · Románia                                                  | 2.07,41 | Olha Bibik · Ukrajna                                                                 | 2.07,55 | Ekaterina Zavyalova · Oroszország                                            | 2.08,06 |
| 1500 m síkfutás                                                               | Daniela Fetcere · Lettország                                                  | 4.26,60 | Nina Kramer · Németország                                                            | 4.29,29 | Czebei Réka · Magyarország                                                   | 4.30,19 |
| 3000 m síkfutás                                                               | Daniela Fetcere · Lettország                                                  | 9.30,65 | Charlotte Ffrench-O`Carroll · Írország                                               | 9.37,89 | Czebei Réka · Magyarország                                                   | 9.46,44 |
| 100 m gátfutás 76.2 cm                                                        | Mila Andrić · Szerbia                                                         | 13,69   | Lucie Cincinatis · Belgium                                                           | 13,78   | Ivana Loncarek · Horvátország                                                | 13,80   |
| 400 m gátfutás                                                                | Leonie Schilder · Hollandia                                                   | 59,44   | Mila Andrić · Szerbia                                                                | 59,62   | Anna-Lena Raukuc · Németország                                               | 59,75   |
| 4 × 100 m váltófutás                                                          | Svájc · Andrea Petra Gilgen · Valentine Arrieta · Grace Muamba · Lea Sprunger | 46:17   | Franciaország · Yariatou Toure · Jessie Saint-Marc · Floria Guei · Mary Gould Dupuit | 46:43   | Szerbia · Angela Terek · Kristina Jevtić · Andrijana Andrić · Ivana Španović | 46:85   |
| Magasugrás                                                                    | Elena Vallortigara · Olaszország                                              | 1,86 m  | Natalia Mamlina · Oroszország                                                        | 1,83 m  | Oksana Okunyeva · Ukrajna                                                    | 1,77 m  |
| Rúdugrás                                                                      | Liudmila Eremina · Oroszország                                                | 3,95 m  | Denise Groot · Hollandia                                                             | 3,90 m  | Dana Cizkova · Szlovákia                                                     | 3,85 m  |
| Távolugrás                                                                    | Darya Klishina · Oroszország                                                  | 6,43 m  | Ivana Španović · Szerbia                                                             | 6,20 m  | Els De Wael · Belgium                                                        | 6,12 m  |
| Hármasugrás                                                                   | Cristina Sandu · Románia                                                      | 12,98 m | Maja Bratkič · Szlovénia                                                             | 12,89 m | Mia Haave · Norvégia                                                         | 12,67 m |
| Súlylökés                                                                     | Lina Berends · Németország                                                    | 14,73 m | Aliona Hryshko · Fehéroroszország                                                    | 14,57 m | Vera Kunova · Oroszország                                                    | 13,99 m |
| Diszkoszvetés                                                                 | Irina Rodrigues · Portugália                                                  | 51,74 m | Sandra Perkovic · Horvátország                                                       | 49,70 m | Katja Dingelstedt · Németország                                              | 47,12 m |
| Gerelyhajítás                                                                 | Tatjana Jelača · Szerbia                                                      | 51,80 m | Ganna Khabina · Ukrajna                                                              | 49,58 m | Maria Lykke Lund Jensen · Dánia                                              | 47,16 m |